# FIBA Africa Clubs Champions Cup 2011-2012
La FIBA Africa Clubs Champions Cup del 2011 è una competizione per club di pallacanestro maschile che si è tenuta a Salé in Marocco dal 12 al 21 dicembre 2011; è stata la ventiseiesima edizione della massima competizione per club africani di pallacanestro.
È stata vinta dall'Étoile Sportive du Sahel, squadra di Susa che ha vinto il suo primo titolo continentale, nella finale contro il CD Primeiro de Agosto squadra di Luanda.

## Squadre partecipanti
| Angola             | GDR Libolo · Petro Atlético · CD Primeiro de Agosto |
| Burundi            | Urunani BC                                          |
| RD del Congo       | ASB Mazembe                                         |
| Guinea Equatoriale | Malabo Kings                                        |
| Libia              | Al Ahly                                             |
| Marocco            | AS de Salé · CR Al Hoceima                          |
| Nigeria            | Royal Hoopers BC · Union Bank BC                    |
| Tunisia            | Étoile Sportive du Sahel                            |

## Regular Season

### Gruppo A
|    | Squadra       | Pld | W | L | PF  | PA  | Diff  |
| -- | ------------- | --- | - | - | --- | --- | ----- |
| 1. | AS de Salé    | 5   | 5 | 0 | 438 | 329 | + 109 |
| 2. | GDR Libolo    | 5   | 4 | 1 | 392 | 348 | + 44  |
| 3. | Union Bank BC | 5   | 3 | 2 | 387 | 332 | + 55  |
| 4. | ASB Mazembe   | 5   | 2 | 3 | 316 | 326 | - 10  |
| 5. | Al Ahly       | 5   | 1 | 4 | 348 | 381 | - 33  |
| 6. | Urunani BC    | 5   | 0 | 5 | 256 | 421 | - 165 |

### Gruppo B
|    | Squadra                  | Pld | W | L | PF  | PA  | Diff  |
| -- | ------------------------ | --- | - | - | --- | --- | ----- |
| 1. | CD Primeiro de Agosto    | 5   | 5 | 0 | 435 | 312 | + 123 |
| 2. | Étoile Sportive du Sahel | 5   | 4 | 1 | 432 | 335 | + 97  |
| 3. | Petro Atlético           | 5   | 3 | 2 | 414 | 349 | + 65  |
| 4. | CR Al Hoceima            | 5   | 2 | 3 | 365 | 334 | + 31  |
| 5. | Malabo Kings             | 5   | 1 | 4 | 228 | 451 | - 223 |
| 6. | Royal Hoopers BC         | 5   | 0 | 5 | 249 | 342 | - 93  |

## Quarti di finale
| Squadra numero 1 | Punteggio | Squadra numero 2         |
| ---------------- | --------- | ------------------------ |
| ASB Mazembe      | 57 - 85   | CD Primeiro de Agosto    |
| Petro Atlético   | 86 - 80   | GDR Libolo               |
| CR Al Hoceima    | 51 - 88   | AS de Salé               |
| Union Bank BC    | 69 - 113  | Étoile Sportive du Sahel |

## Final Four

### Semifinali
| Squadra numero 1      | Punteggio | Squadra numero 2         |
| --------------------- | --------- | ------------------------ |
| AS de Salé            | 78 - 81   | Étoile Sportive du Sahel |
| CD Primeiro de Agosto | 91 - 82   | Petro Atlético           |

### Finale 7º / 8º posto
| Squadra numero 1 | Punteggio | Squadra numero 2 |
| ---------------- | --------- | ---------------- |
| Union Bank BC    | 57 - 95   | GDR Libolo       |

### Finale 5º / 6º posto
| Squadra numero 1 | Punteggio | Squadra numero 2 |
| ---------------- | --------- | ---------------- |
| CR Al Hoceima    | 66 - 79   | ASB Mazembe      |

### Finale 3º / 4º posto
| Squadra numero 1 | Punteggio | Squadra numero 2 |
| ---------------- | --------- | ---------------- |
| AS de Salé       | 80 - 75   | Petro Atlético   |

### Finale
| Squadra numero 1         | Punteggio | Squadra numero 2      |
| ------------------------ | --------- | --------------------- |
| Étoile Sportive du Sahel | 82 - 60   | CD Primeiro de Agosto |

## Campioni
| Campione d'Africa 2011             |
| ---------------------------------- |
| Étoile Sportive du Sahel 1º titolo |

## Premi
| Premio                   | Vincitore                                                                         | #           | Squadra                                                   |
| ------------------------ | --------------------------------------------------------------------------------- | ----------- | --------------------------------------------------------- |
| MVP                      | Makram Ben Romdhane                                                               |             | Étoile Sportive du Sahel                                  |
| Miglior marcatore        | Makram Ben Romdhane                                                               | 167 punti   | Étoile Sportive du Sahel                                  |
| Miglior rimbalzista      | Makram Ben Romdhane                                                               | 75 rimbalzi | Étoile Sportive du Sahel                                  |
| Miglior marcatore da tre | Carlos Morais                                                                     | 26 triple   | Petro Atlético                                            |
| Miglior quintetto        | Makram Ben Romdhane Willie Kemp Zakaria El-Masbahi Abdelhakim Zouita Reggie Moore |             | Étoile Sportive du Sahel AS de Salé CD Primeiro de Agosto |
| Premio fair play         |                                                                                   |             | Urunani BC                                                |